# Lilia del Valle
Lilián Hedwig Elisaveth Welkery Gundlach (Ciudad de México, 30 de abril de 1928-Santo Domingo, República Dominicana, 7 de enero de 2013), más conocida artísticamente como Lilia del Valle, fue una actriz mexicana, popularmente reconocida por sus participaciones en películas, como El bello durmiente (1952) y La isla de las mujeres (1953), ambas con Germán Valdés “Tin-Tan”; Mis tres viudas alegres (1953), con Adalberto Martínez “Resortes”, y Ahí vienen los gorrones (1953), con los también  cómicos, Antonio Espino “Clavillazo”, Eulalio González “Piporro”, Fernando Soto “Mantequilla” y el dúo Manolín y Shilinsky.

## Biografía y carrera
Lilia del Valle, cuyo nombre verdadero era Lilián Hedwing Elisaveth Welkery Gundlach, hija de inmigrantes alemanes, nació en la Ciudad de México el 30 de abril de 1928; ella y su hermana menor inician sus estudios de educación primaria en el Colegio Alemán de la Ciudad de México; posteriormente, la familia pasó dos años en Berlín, donde las niñas aprenden a hablar alemán con fluidez. A su regreso a México, Lilia continúa sus estudios, y paralelamente sus padres la alentaron a tomar clases de pintura en la academia del artista español José Bardasano.
Lilia tenía quince años de edad cuando un día, después de sus clases de pintura, el productor de cine Alejandro Salkind tropezó con ella. Quedó deslumbrado con la belleza de la joven y la invitó a los estudios para que hiciera una prueba de actuación; por supuesto, los padres rechazaron la oferta. Tiempo después, y ante la insistencia de Salkind, se le permitió ir con su madre como acompañante; la prueba consistía en decir brevemente frente a la cámara “yo quiero ser actriz de cine” y posar desde diversos ángulos. Esta prueba fue incluida en la película Hijos de la mala vida, de 1949. Después de esto, Lilia empezó a tomar clases de arte dramático con Gustavo Villatoro y, poco después, el productor y director de cine Fernando de Fuentes, que en ese momento preparaba la segunda versión de la emblemática cinta Allá en el Rancho Grande, esta vez a color y con el galán de moda Jorge Negrete en el papel que había interpretado Tito Guizar, llegó a la escuela de Villatoro y de inmediato pensó en Lilia para interpretar el papel femenino principal que en su momento había hecho la diva Esther Fernández. Por supuesto, Lilia aceptó, ya que admiraba mucho a Negrete y debutaba en plan estelar, como lo había hecho María Félix unos años antes.
Con sorprendente rapidez Lilia llegó a convertirse en una estrella de cine; compartió escena con Víctor Parra, Roberto Cañedo, Blanca de Castejón y Jorge Mistral, entre otros, y aunque sus primeros trabajos fueron dramáticos, fue en la comedia en donde se desenvolvió con mayor soltura. Prueba de ello son sus trabajos en Las tres alegres comadres y Las interesadas (ambas de 1952), junto a Adalberto Martínez “Resortes”, Amalia Aguilar y Lilia Prado; Mis tres viudas alegres y Las cariñosas (ambas de 1953), donde Silvia Pinal sustituyó a Prado. También destaca su trabajo en Nadie muere dos veces (1953), junto a Luis Aguilar y Abel Salazar; en Esposas infieles (1956), junto a Columba Domínguez; El bello durmiente (1952) y La isla de las mujeres (1953), ambas junto al famoso cómico Germán Valdés "Tin-Tan", y Ahí vienen los gorrones (1953), con los también cómicos, Antonio Espino “Clavillazo”, Eulalio González “Piporro”, Fernando Soto “Mantequilla” y el dúo Manolín y Shilinsky. Además de la cinta La bruja (1954), que fue un suplicio para ella, ya que tenía que pasar muchas horas en maquillaje; en esta última trabajó con el máximo galán del cine fantástico: Ramón Gay.
A la par de su carrera en cine, Lilia trabajó en teatro y llegó a cantar acompañada de un trío, con el que hizo extensas giras. Después de la filmación de Secuestro en Acapulco (1963), decidió que era tiempo de casarse y tener una familia; sólo regresó tiempo después para hacer una participación especial en la película La recta final (1966), de Carlos Enrique Taboada. Lilia se casó tres veces y tuvo un hijo: Marco Antonio Sánchez Welker. 

### Muerte
El 7 de enero de 2013, Del Valle falleció en República Dominicana a los 84 años de edad.